# Thiago Maia
Thiago Maia Alencar (Boa Vista, 23 de março de 1997) é um futebolista brasileiro que atua como volante. Atualmente defende o Internacional.

## Carreira
Natural de Boa Vista, Roraima, Thiago Maia começou sua carreira na escolinha de futebol Extremo Norte.
Ingressou nas categorias de base do São Caetano em agosto de 2010, e transferiu-se para o Santos no ano seguinte.

### Santos

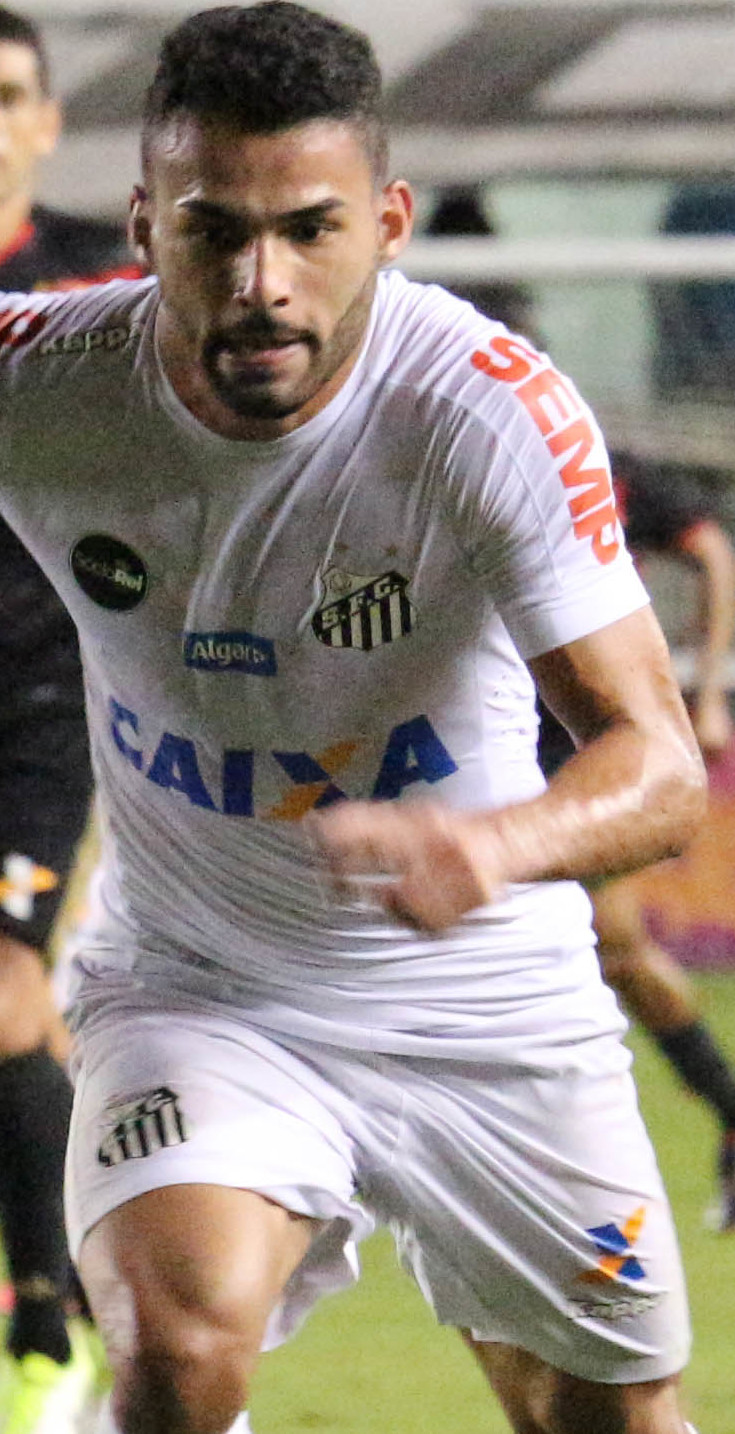
Thiago Maia pelo Santos em 2017

Em 24 de outubro de 2014, contra a Chapecoense, Thiago Maia fez sua estreia na equipe principal do clube, substituindo o companheiro da base Serginho em partida que encerrou empatada em 1 a 1, fora de casa, pelo Campeonato Brasileiro. Marcou seu primeiro gol como profissional no dia 22 de agosto de 2015, na goleada por 5 a 2 em casa contra o Avaí.
Durante o Campeonato Brasileiro de 2015, foi titular da equipe após a lesão do volante Alison e se tornou o jogador mais jovem da equipe naquele momento. Foi vice-campeão da Copa do Brasil pelo clube, saindo de campo lesionado na segunda partida da final. Em seu primeiro jogo pela Copa Libertadores, o Santos jogou contra o Sporting Cristal, do Peru, e Thiago Maia empatou a partida, por 1 a 1, ao receber bom passe de Lucas Lima.
Em dezembro de 2016, durante sua melhor fase no Peixe, o estafe do jogador chegou a receber diretamente uma proposta do Zenit, da Rússia, fato que irritou a diretoria santista.

### Lille
Por 14 milhões de euros (cerca de R$ 50 milhões de reais), teve confirmada a sua transferência para o Lille, da França, no dia 15 de julho de 2017. Sob as ordens do técnico Marcelo Bielsa, o brasileiro estreou no dia 6 de agosto, entrando aos 85 minutos em uma partida contra o Nantes, válida pela 1ª rodada da Ligue 1.

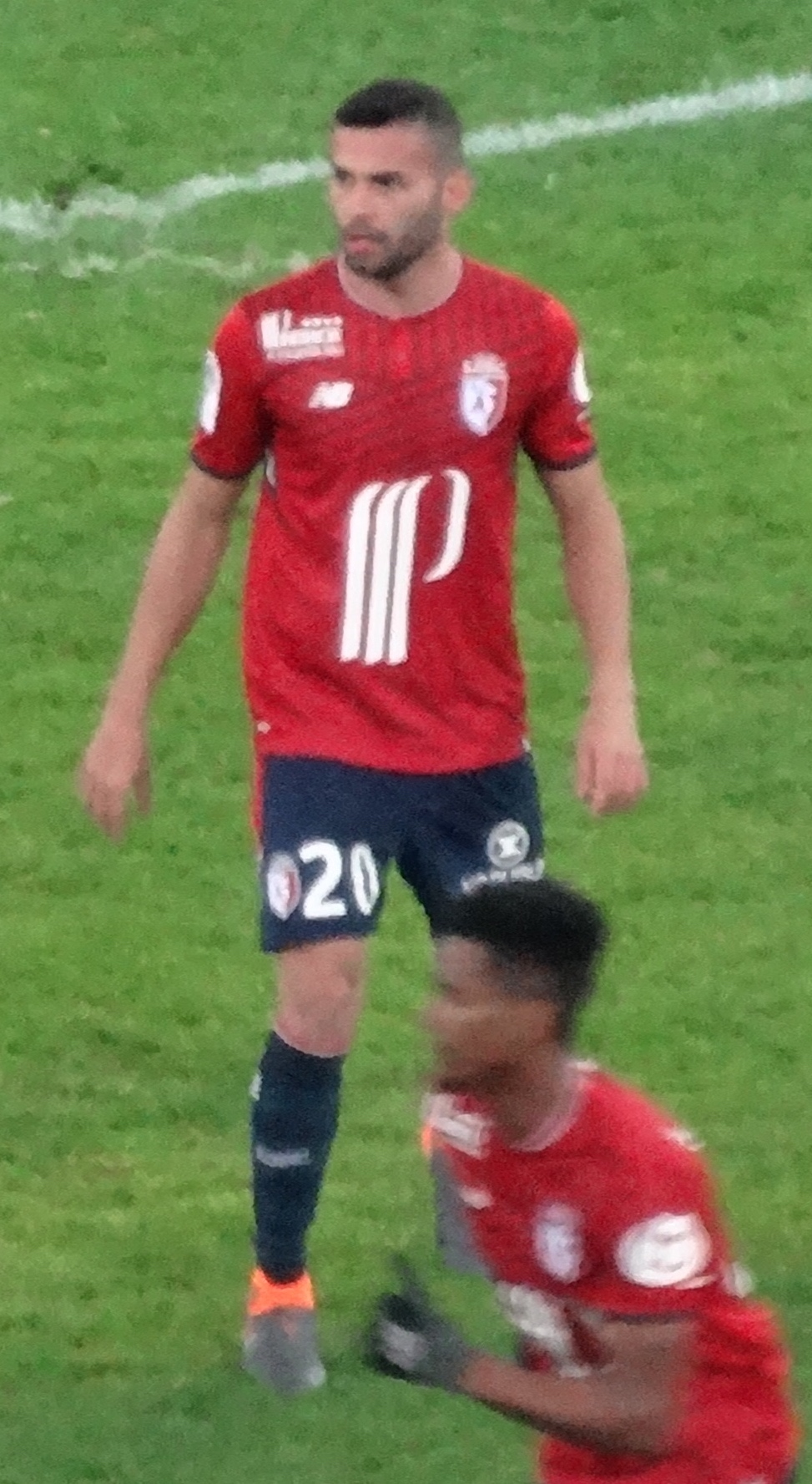
Thiago Maia no Lille em 2018

Como a equipe apresentou um desempenho irregular, Thiago Maia encerrou sua primeira temporada na França com o Lille brigando para não cair para a segunda divisão.
Já na temporada 2018–19, o jogador disputou 25 das 38 partidas da Ligue 1 (Campeonato Francês), começando em 10 delas como titular.
Maia encerrou sua passagem pelo Lille em janeiro de 2020. No total pelo clube francês, disputou 68 partidas e não marcou nenhum gol.

### Flamengo

#### 2020
Foi anunciado pelo Flamengo no dia 22 de janeiro, chegando por empréstimo e assinando por um ano.
Foi pouco utilizado na temporada e encerrou o ano participando apenas de 29 jogos.

#### 2021
Após atuações sólidas, Thiago vinha se firmando como titular no Flamengo, tendo a melhor média de desarmes do time, três por jogo, mas devido a uma lesão ligamentar grave no joelho esquerdo, no jogo contra o Atlético Goianiense, no dia 14 de novembro, afastou-se dos gramados. Foi operado com sucesso no dia 3 de dezembro, tendo o Flamengo inclusive renovado o contrato de empréstimo após um acordo com Lille até ao final de 2021, devido à complexidade da lesão, com previsão de retorno só oito meses depois.
No dia 25 de fevereiro de 2021, anunciou mais uma extensão de seu empréstimo, válido agora até junho de 2022. Após sete meses de recuperação de uma lesão sofrida no joelho, Thiago Maia voltou a ser relacionado a uma partida em 23 de junho, contra o Fortaleza na 6ª rodada do Campeonato Brasileiro. Com a transferência de Gerson para o Olympique de Marseille, Thiago herdou a camisa 8 do clube.
Em 27 de junho, fez sua primeira partida após mais de sete meses parado por lesão, sendo ela a derrota por 1 a 0 para o Juventude, na 5ª rodada do Campeonato Brasileiro. Marcou seu primeiro gol com a camisa do Flamengo em 1 de julho, na vitória por 2 a 0 sobre o Cuiabá, válido pela 8a rodada do Campeonato Brasileiro.
Voltou a marcar em 20 de outubro, no empate de 2–2 com o Athletico Paranaense no jogo de ida da semifinal da Copa do Brasil.
Encerrou a temporada participando somente de 31 jogos e marcando dois gols.

#### 2022
No dia 12 de janeiro, o Flamengo oficializou a contratação em definitivo até 2026 de Thiago Maia por cerca de 4 milhões de euros (cerca de R$ 25,5 milhões). Após algum tempo ausente devido a um corte sofrido na perna durante um treino em 14 de fevereiro, Maia ficou um mês sem atuar e só retornou ao time em 12 de março, sendo titular na goleada por 6–0 sobre o Bangu, válida pela 11ª rodada do Campeonato Carioca.
O volante completou 100 jogos com a camisa rubro-negra no dia 1 de outubro, contra o Red Bull Bragantino, em jogo válido pelo Campeonato Brasileiro.
Thiago Maia fez uma partida fantástica no dia 12 de outubro, no jogo de ida da final da Copa do Brasil contra o Corinthians, na Neo Química Arena, terminado em 0 a 0. O volante rubro-negro foi muito elogiado no final da primeira etapa, quando bloqueou chute de Yuri Alberto em lance ocorrido aos 40 minutos, salvando o Flamengo de sofrer um gol.
No balanço da temporada de Thiago, a temporada 2022 foi a segunda em que o jogador mais atuou em toda carreira, menos apenas do que 2016. Ele atuou em 45 partidas no ano e ficou livre de lesões, com exceção de um corte profundo na perna.

#### 2023–2024
Em 2023, Thiago teve uma queda de desempenho comparado ao ano anterior e perdeu a posição de titular. Foram 64 jogos e 3 gols marcados no ano.
Em 7 de março de 2024, o Flamengo anunciou a transferência de Thiago Maia para o Internacional.
Pelo clube rubro-negro, Maia disputou 170 jogos, marcou 5 gols e deu 2 assistências.

### Internacional
Em 7 de março de 2024, o Internacional anunciou a chegada de Thiago Maia. O Colorado acertou o empréstimo do meio-campista, com condições já estabelecidas para efetivação da aquisição dos seus direitos federativos de forma definitiva. O jogador, que estava no Flamengo, assina com o Clube do Povo até o final de 2024. Em 2 de abril, Thiago Maia fez sua estreia pelo Inter na estreia na Sul-Americana, no empate contra o Belgrano no Estádio Mário Kempes na Argentina.
Em 3 de julho de 2024, Flamengo e Internacional anunciaram a conclusão da operação envolvendo a transferência de Thiago Maia. Do valor total, o Flamengo ficará com 2,85 milhões de euros (R$ 17,1 milhões) e manterá 25% dos direitos econômicos de Thiago Maia. O Lille, da França, levará 1,15 milhão de euros (R$ 6,9 milhões) e ficará com o mesmo percentual dos rubro-negros.
Na temporada 2024, Thiago Maia disputou 32 partidas, com 2.258 minutos em campo. Ele marcou dois gols e deu quatro assistências. Ele ainda recebeu cinco cartões amarelos.

## Seleção Brasileira

### Sub-17
Disputou pela Seleção Brasileira o Campeonato Sul-Americano Sub-17 e posteriormente a Copa do Mundo Sub-17 de 2013.

### Sub-20
Disputou o Campeonato Sul-Americano Sub-20 de 2015.

### Sub-23
Em 2016, foi convocado pelo técnico Rogério Micale para defender a Seleção Brasileira nos Jogos Olímpicos de 2016, no qual conquistou a medalha de ouro.

## Estatísticas
Atualizadas até dia 8 de março de 2024[carece de fontes?]

### Clubes
| Clube             | Temporada         | Campeonato nacional | Campeonato nacional | Campeonato nacional | Copa nacional[a] | Copa nacional[a] | Copa nacional[a] | Competições continentais[b] | Competições continentais[b] | Competições continentais[b] | Outros torneios[c] | Outros torneios[c] | Outros torneios[c] | Total | Total | Total   |
| Clube             | Temporada         | Jogos               | Gols                | Assist.             | Jogos            | Gols             | Assist.          | Jogos                       | Gols                        | Assist.                     | Jogos              | Gols               | Assist.            | Jogos | Gols  | Assist. |
| ----------------- | ----------------- | ------------------- | ------------------- | ------------------- | ---------------- | ---------------- | ---------------- | --------------------------- | --------------------------- | --------------------------- | ------------------ | ------------------ | ------------------ | ----- | ----- | ------- |
| Santos            | 2014              | 1                   | 0                   | 0                   | —                | —                | —                | —                           | —                           | —                           | —                  | —                  | —                  | 1     | 0     | 0       |
| Santos            | 2015              | 28                  | 2                   | 0                   | 9                | 0                | 0                | —                           | —                           | —                           | 0                  | 0                  | 0                  | 37    | 2     | 0       |
| Santos            | 2016              | 31                  | 0                   | 1                   | 4                | 0                | 1                | —                           | —                           | —                           | 17                 | 0                  | 0                  | 52    | 0     | 2       |
| Santos            | 2017              | 12                  | 1                   | 1                   | 2                | 0                | 0                | 6                           | 1                           | 0                           | 12                 | 0                  | 2                  | 32    | 2     | 3       |
| Santos            | Total             | 72                  | 3                   | 2                   | 15               | 0                | 1                | 6                           | 1                           | 0                           | 29                 | 0                  | 2                  | 122   | 4     | 5       |
| Lille             | 2017–18           | 34                  | 0                   | 0                   | 1                | 1                | 0                | —                           | —                           | —                           | 2                  | 0                  | 0                  | 37    | 1     | 0       |
| Lille             | 2018–19           | 24                  | 0                   | 1                   | 1                | 0                | 0                | —                           | —                           | —                           | 1                  | 0                  | 0                  | 26    | 0     | 1       |
| Lille             | 2019–20           | 3                   | 0                   | 0                   | 1                | 0                | 0                | 1                           | 0                           | 0                           | 0                  | 0                  | 0                  | 5     | 0     | 0       |
| Lille             | Total             | 61                  | 0                   | 1                   | 3                | 1                | 0                | 1                           | 0                           | 0                           | 3                  | 0                  | 0                  | 68    | 1     | 1       |
| Lille II          | 2018              | 1                   | 0                   | 0                   | —                | —                | —                | —                           | —                           | —                           | —                  | —                  | —                  | 1     | 0     | 0       |
| Lille II          | Total             | 1                   | 0                   | 0                   | 0                | 0                | 0                | 0                           | 0                           | 0                           | 0                  | 0                  | 0                  | 1     | 0     | 0       |
| Flamengo          | 2020              | 14                  | 0                   | 1                   | 3                | 0                | 0                | 6                           | 0                           | 0                           | 6                  | 0                  | 0                  | 29    | 0     | 1       |
| Flamengo          | 2021              | 23                  | 1                   | 0                   | 5                | 1                | 0                | 3                           | 0                           | 0                           | —                  | —                  | —                  | 31    | 2     | 0       |
| Flamengo          | 2022              | 24                  | 0                   | 0                   | 8                | 0                | 0                | 10                          | 0                           | 1                           | 3                  | 0                  | 0                  | 45    | 0     | 1       |
| Flamengo          | 2023              | 32                  | 0                   | 0                   | 10               | 2                | 0                | 9                           | 0                           | 0                           | 13                 | 1                  | 0                  | 64    | 3     | 0       |
| Flamengo          | 2024              | —                   | —                   | —                   | —                | —                | —                | —                           | —                           | —                           | 1                  | 0                  | 0                  | 1     | 0     | 0       |
| Flamengo          | Total             | 93                  | 1                   | 1                   | 26               | 3                | 0                | 28                          | 0                           | 0                           | 23                 | 1                  | 0                  | 170   | 5     | 2       |
| Internacional     | 2024              | 0                   | 0                   | 0                   | 0                | 0                | 0                | 0                           | 0                           | 0                           | —                  | —                  | —                  | 0     | 0     | 0       |
| Internacional     | Total             | 0                   | 0                   | 0                   | 0                | 0                | 0                | 0                           | 0                           | 0                           | 0                  | 0                  | 0                  | 0     | 0     | 0       |
| Total na carreira | Total na carreira | 227                 | 4                   | 4                   | 44               | 4                | 1                | 35                          | 1                           | 0                           | 54                 | 1                  | 2                  | 349   | 10    | 8       |

- a. ^ Jogos da Copa do Brasil e Copa da França
- b. ^ Jogos da Copa Libertadores da América, Recopa Sul-Americana e Copa Sul-Americana
- c. ^ Jogos do Campeonato Paulista, Amistosos, Copa da Liga Francesa, Campeonato Carioca, Supercopa do Brasil, Mundial de Clubes e Campeonato Gaúcho

### Seleção Brasileira
Abaixo estão listados todos jogos, gols e assistências do futebolista pela Seleção Brasileira, desde as categorias de base. Abaixo da tabela, clique em expandir para ver a lista detalhada dos jogos de acordo com a categoria selecionada.
Sub-17
| Ano   |       |      |         |       |
| Ano   | Jogos | Gols | Assist. | Média |
| ----- | ----- | ---- | ------- | ----- |
| 2013  | 8     | 0    | 0       | 0     |
| Total | 8     | 0    | 0       | 0     |

Sub-20
| Ano   |       |      |         |       |
| Ano   | Jogos | Gols | Assist. | Média |
| ----- | ----- | ---- | ------- | ----- |
| 2015  | 5     | 0    | 0       | 0     |
| Total | 5     | 0    | 0       | 0     |

Sub-23 (Olímpico)
| Ano   |       |      |         |       |
| Ano   | Jogos | Gols | Assist. | Média |
| ----- | ----- | ---- | ------- | ----- |
| 2016  | 4     | 0    | 0       | 0     |
| Total | 4     | 0    | 0       | 0     |

## Títulos
Santos
- Campeonato Paulista: 2015 e 2016

Flamengo
- Supercopa do Brasil: 2020 e 2021
- Recopa Sul-Americana: 2020
- Campeonato Carioca: 2020, 2021 e  2024[36]
- Campeonato Brasileiro: 2020
- Copa do Brasil: 2022
- Copa Libertadores da América: 2022[37]

Internacional
- Campeonato Gaúcho: 2025

Seleção Brasileira
- Jogos Olímpicos: 2016

### Prêmios individuais
- Seleção do Campeonato Paulista: 2016
- 58º melhor jogador sub-21 de 2016 (FourFourTwo)[38]
- Prêmio Não É Só Futebol (Campeonato Brasileiro): 2024[39]
- Prêmio Fair Play da FIFA: 2024[40]